# Tore Tønne
Tore Tønne (* 5. März 1948 in Ogndal, Steinkjer; † 20. Dezember 2002 in Lier) war ein norwegischer Manager, Diplomat und Politiker der Arbeiderpartiet (Ap). Von März 2000 bis Oktober 2001 war er der Gesundheitsminister seines Landes.

## Leben
Nach seinem Abschluss am Wirtschaftsgymnasium Trondheim im Jahr 1968 studierte Tønne von 1968 bis 1971 Wirtschaftswissenschaften an der Norwegischen Handelshochschule in Bergen. Anschließend begann er als Aspirant im norwegischen Außenministerium zu arbeiten, bevor er von 1974 bis 1981 als Diplomat tätig war. Von 1976 bis 1977 studierte er zudem Rechtswissenschaften an der Universität Oslo.
Nach seiner Zeit als Diplomat im Außenministerium war er bis 1988 als assistierender Direktor und später Abteilungsleiter im Öl- und Energieministerium tätig. Anschließend saß Tore Tønne zwischen 1988 und 1993 im Vorstand des Öl- und Gaskonzerns Statoil (heute Equinor). 1993 wurde er Chef des staatlichen Wirtschafts- und Distriktsentwicklungsfonds Statens nærings- og distriktsutviklingsfond. In diesem Amt verblieb er bis 1997, bevor er schließlich in der Zeit von 1998 bis 2000 die Konzernleitung bei Norway Seafoods übernahm.
Am 17. März 2000 wurde Tønne zum Gesundheitsminister in der neu gebildeten Regierung Jens Stoltenberg I ernannt. Dieser Posten war damals neben dem Sozialminister im Sozial- und Gesundheitsministerium angesiedelt. Er übte das Amt bis zum Abtritt der Regierung am 19. Oktober 2001 aus.

## Ermittlungen und Tod
Im Dezember 2002 wurde bekannt, dass Økokrim, die norwegische Behörde zur Bekämpfung von Wirtschaftskriminalität, gegen ihn ermittelte. Der Grund dafür war, dass er ein Honorar von 1,5 Millionen Kronen annahm, während er vom Staat noch Übergangsgeld für seine Zeit als Minister bekam. Über den Fall wurde umfassend in den Medien berichtet. Tønne selbst soll ausgesagt haben, dass er den Antrag auf das Übergangsgeld stellte, weil er nicht wusste, ob er für seine Arbeit ein Honorar bekommen würde oder nicht.
Økokrim stellte am 20. Dezember eine Strafanzeige gegen Tønne aufgrund schweren fahrlässigen Betrugs. Am Morgen des 21. Dezembers wurde er von seiner Familie als vermisst gemeldet und am Abend des gleichen Tages tot in seinem Auto aufgefunden. Es wurde später bekannt gegeben, dass es sich um Selbstmord handelte.